# Châteauneuf-sur-Sarthe

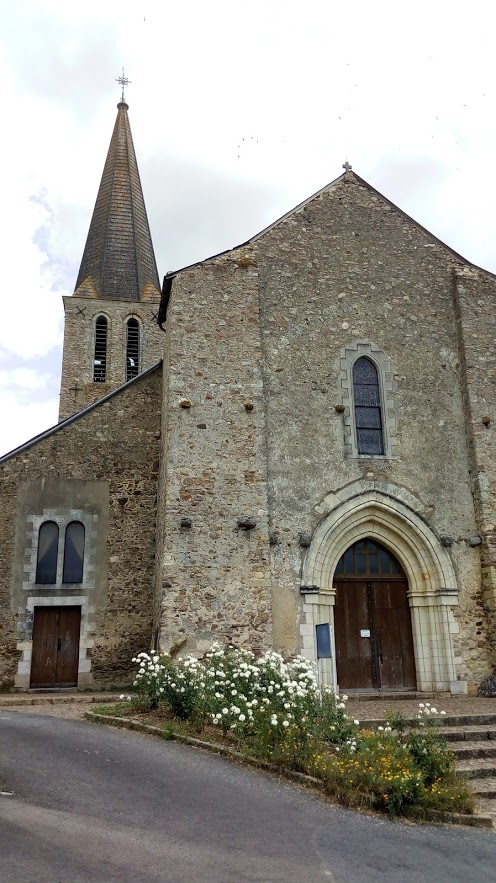
Biserică Notre Dame de Châteauneuf sur Sarthe

Châteauneuf-sur-Sarthe este o comună în departamentul Maine-et-Loire, Franța. În 2009 avea o populație de 2,972 de locuitori.